# جوناثان أورلاندو
جوناثان أورلاندو (بالإنجليزية: Jonathan Orlando)‏ (24 أغسطس 1987 بواشنطن العاصمة في الولايات المتحدة - ) هو لاعب كرة قدم أمريكي في مركز الوسط.

## وصلات خارجية
- جوناثان أورلاندو على موقع قاعدة بيانات كرة القدم.إي يو (الإنجليزية)